# Workstation audio digitale
Una workstation audio digitale, a cui ci si riferisce spesso anche con il nome inglese di digital audio workstation o con il relativo acronimo DAW, è un sistema elettronico progettato per la registrazione, il montaggio e la riproduzione dell'audio digitale. Una caratteristica fondamentale delle DAW è la capacità di manipolare liberamente i suoni, allo stesso modo di un programma di videoscrittura che modifica le parole.
Il termine "DAW" si riferisce a una combinazione di software per la registrazione multitraccia e di hardware audio di alta qualità - quest'ultimo deve avere la capacità di convertire il segnale audio tramite un convertitore analogico-digitale. Ad esempio, una workstation potrebbe avere otto ingressi audio, e due o più uscite audio per la riproduzione durante il monitoraggio o per l'instradamento del segnale ad altri dispositivi. Un DAW professionale svolge la stessa funzione di una comune interfaccia audio o scheda audio, ma è generalmente di qualità superiore, e offre vantaggi in termini di qualità audio rispetto a quest'ultima.
Mentre quasi tutti i personal computer con un software di montaggio possono funzionare in qualche modo come una DAW, il termine si riferisce in generale a sistemi informatici con hardware per il campionamento audio di alta qualità e con un software dedicato alla registrazione e il montaggio; alcuni di questi software sono commerciali come ad esempio Logic Pro, Pro Tools, Adobe Audition (ex Cool Edit Pro), MAGIX Samplitude, Cubase, SONAR, ACID Pro, FL Studio (ex Fruityloops), Reason, Ableton Live, REAPER, GarageBand, Presonus Studio One, Tracktion o Digital Performer, altri invece sono software libero come ad esempio Audacity, Ardour, MusE e LMMS. Alle volte, col termine DAW ci si riferisce erroneamente al solo software, il quale, invece, spesso è un sequenziatore oppure un software di montaggio digitale. La maggior parte delle schede audio per le DAW richiedono una grande quantità di memoria RAM e un microprocessore potente.

## Storia

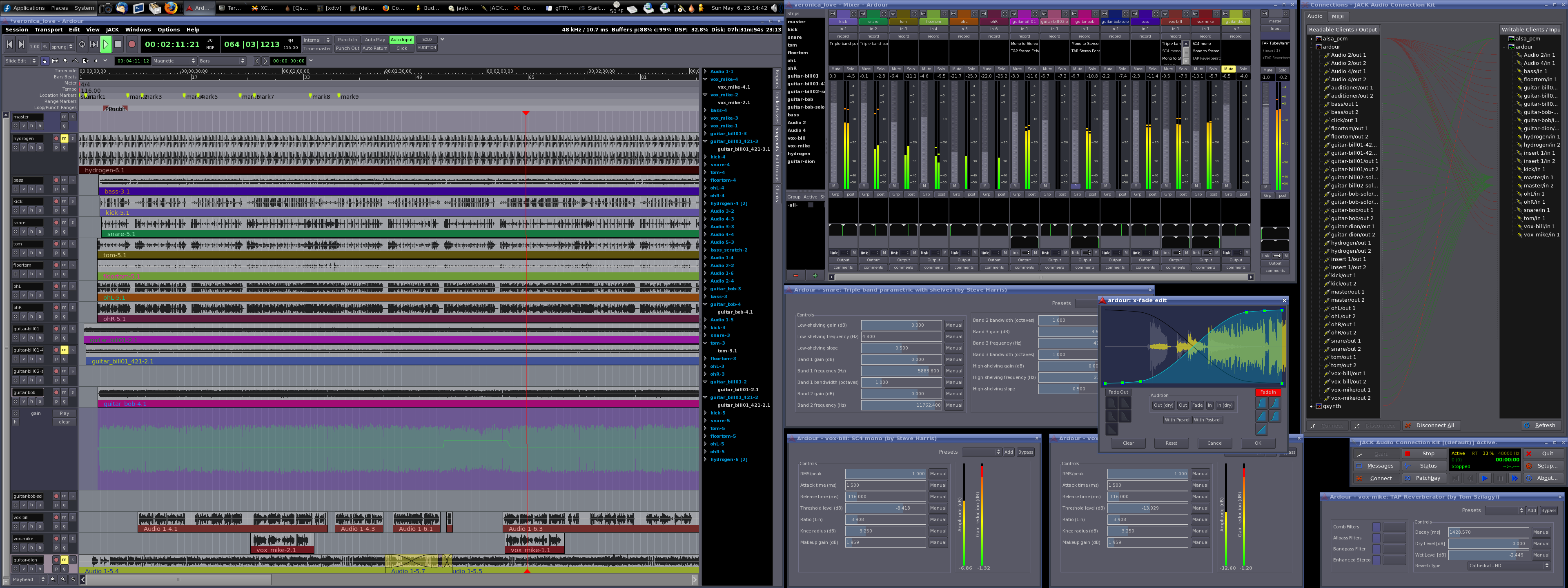
Ardour software DAW

La prima digital audio workstation fu sviluppata da Bob Ingebretsen e Jim Youngberg della Soundstream negli ultimi anni '70, usando un minicomputer PDP-11 della Digital Equipment Corporation. Montava un apposito software chiamato DAP (acronimo per Digital Audio Processor) progettato per il montaggio audio digitale e il processamento di effetti. Un oscilloscopio a memoria collegato al minicomputer aveva la funzione di mostrare la forma d'onda del segnale. Le modifiche venivano apportate digitando comandi di tre lettere su un terminale separato, e si potevano verificare con l'ausilio dell'ascolto e dell'oscilloscopio.
Le informazioni audio venivano immagazzinate su unità di dischi rigidi Braegen, trasferite sui supporti attraverso i registratori a nastro proprietari della Soundstream usando un'interfaccia nastro-disco Unibus, sempre di progettazione dell'azienda. Soundstream sviluppò per questo sistema anche un'interfaccia digitale-analogico per interfacciarsi comunque a registratori a nastro convenzionali.
Nel 1981 Roger Nichols, ingegnere di registrazione, costruì una digital audio workstation di sua progettazione, usando un computer basato sul bus S-100 con un hard disk Micropolis da 8 pollici e 32 MB per immagazzinare l'informazione audio. Esso si interfacciava digitalmente a un registratore a nastro digitale multitraccia 3M nel suo studio, e veniva usato per modificare l'audio in uscita dal registratore. Il sistema di Nichols venne usato durante la registrazione e la produzione dell'album di Donald Fagen del 1982 The Nightfly.
Verso la fine degli anni '80, i computer di livello consumer come l'Apple Macintosh o il Commodore Amiga cominciarono ad essere abbastanza potenti da poter gestire processi di montaggio audio digitale. Soundedit di Macromedia fu il primo software per il montaggio audio ad apparire per Macintosh, nel 1986, ma l'idea prese piede l'anno successivo grazie a Digidesign, che nel 1987 introdusse Sound Tools, uno dei primi prodotti comprensivi di software e hardware per il montaggio audio su personal computer Apple. La sua componente software era stata chiamata "Sound Designer II", essendo fondamentalmente un aggiornamento del software "Sound Designer" che veniva usato per modificare campioni audio per campionatori come l'E-mu Emulator II e l'Akai S900. Sound Tools era il predecessore dell'attuale sistema Pro Tools.
Molti dei maggiori studi di registrazione passarono al digitale perché Digidesign aveva modellato il software di Pro Tools basandosi sul tradizionale flusso di segnale e sul metodo che caratterizzava pressoché tutti i dispositivi per la registrazione analogici. Fino a quel momento, la maggior parte delle DAWs erano basate su Mac (Pro Tools, Studer Dyaxis, Sonic Solutions, ecc...). Intorno al 1992 cominciarono a emergere le prime DAWs basate su Microsoft Windows, da compagnie come Soundscape Digital Technology (poi acquisita da Mackie, quindi da SSL), SADiE, Spectral Synthesis. Tutti i sistemi, a quel tempo, utilizzavano hardware dedicato per l'elaborazione audio.
Il primo prodotto con software dedicato esclusivamente a Windows, introdotto nel 1993, fu Samplitude Studio (il quale esisteva già nel 1992 come editor audio per il Commodore Amiga). Nel 1994 una compagnia chiamata OSC produsse un'applicazione per il montaggio e la registrazione a 4 tracce chiamata DECK, per Digidesign, che fu impiegata nella produzione dell'LP Freakshow dei Residents. Un'altra applicazione (solo software) per il montaggio audio, Software Audio Workshop (SAW), fu realizzata nel 1994 da IQS ed era in grado di registrare, modificare e mixare 4 tracce audio.

## Tipi di DAW
Le DAW possono essere di due tipi:
basate su computer e integrate.

### DAW basate su computer
Consiste di tre componenti: un computer, un convertitore analogico-digitale, e un software per il montaggio audio. Il computer funziona come macchina host per la scheda audio e fornisce la potenza necessaria per processare le informazioni audio. L'interfaccia audio (spesso impropriamente denominata scheda audio) fornisce la funzione di convertitore da analogico a digitale del segnale audio, e può fare da assistente per le modifiche audio.

### DAW integrate
È costituita da un mixer, una interfaccia di controllo, un convertitore audio e un supporto di memorizzazione in un unico apparecchio. Le DAW integrate erano molto popolari prima che i computer raggiungessero la potenza necessaria all'elaborazione dell'audio. Uno dei sistemi DAW di questa tipologia più famosi, è stato il Synclavier. Con la maggiore potenza dei computer e il loro generale abbassamento dei prezzi, la popolarità di questi sistemi è decrementata. Tuttavia, questi sistemi vengono ancora utilizzati in ambiti estremamente professionali, grazie alla loro stabilità e velocità di elaborazione (ad esempio, nel mercato della radio e della televisione). Al giorno d'oggi alcuni sistemi offrono ancora soluzioni senza computer con una ricca interfaccia grafica.